# José Manuel Beirán
José Manuel Beirán, né le 7 février 1959 à León, en Espagne, est un ancien joueur espagnol de basket-ball, évoluant au poste d'ailier.

## Biographie

### Palmarès
- Finaliste des Jeux olympiques 1984
- Vainqueur de la coupe d'Europe des clubs champions 1980 (Real Madrid)
- Champion d'Espagne 1975, 1979, 1980 (Real Madrid)
- Vainqueur de la coupe du Roi 1975 (Real Madrid)